# Karlchen

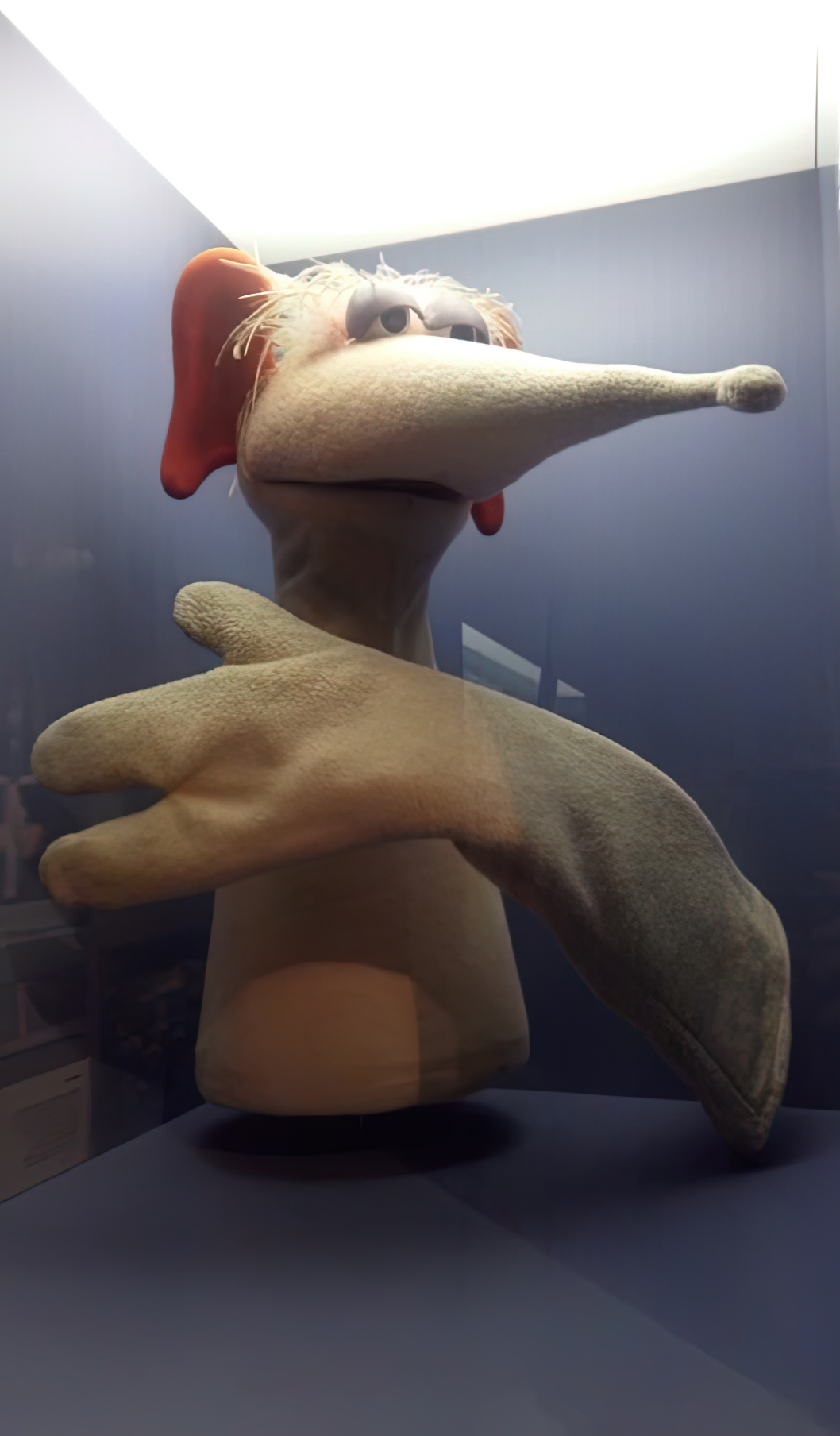
Karlchenpuppe im Jahre 2015 während einer Ausstellung im Zeitgeschichtlichen Forum Leipzig

Karlchen ist eine von dem Puppenbauer Peter Röders gebaute Klappmaulfigur, die durch den Privatfernsehsender RTL Television ab 1984 bekannt wurde.

## Geschichte
Obwohl eigentlich für ein Figurentheaterstück entwickelt, wurde sie als Moderationspuppe von Björn-Hergen Schimpf für RTL „adoptiert“, animiert und gesprochen.
Karlchen ging am 10. September 1984 auf Sendung und wurde von Björn-Hergen Schimpf gesprochen. Durch Karlchens respektlos-freche und teilweise beleidigenden Sprüche wurde er sehr schnell bei den Zuschauern beliebt. Die von anderen als „Lümmel“, von sich selbst aber als „weltbester Fernsehmoderator“ bezeichnete rosa Handpuppe kommentierte lange die tagesaktuellen Ereignisse nach der RTLplus-Hauptnachrichtensendung 7 vor 7 sowie im Morgenprogramm. Von 1984 bis 1992 wurde auf RTLplus die Fernsehserie und Puppensatire Karlchen – Der RTLümmel in 2.500 Folgen ausgestrahlt. Im Jahr 2000 erlebte er ein kurzes Comeback auf RTL Television. 2005 und 2006 wurde auf RTL Radio jeden Samstag von 13:00 bis 15:00 Uhr gesendet.
2009 trat Karlchen in der Fernsehshow zum 25-jährigen Jubiläum des Fernsehsenders RTL auf.
Am 1. April 2019 startete mit Karlchen zum Ersten ein monatliches Format, das vom Webvideo-Portal Massengeschmack-TV produziert und auf YouTube veröffentlicht wurde. Darin kommentierte Karlchen aktuelle Ereignisse sowie das Videoangebot des Portals aus dem vorhergehenden Monat. Anfang Oktober 2019 wurde das Format mangels Nachfrage eingestellt.